# Olympique Lyonnais 1977-1978
Questa voce raccoglie le informazioni riguardanti l'Olympique Lyonnais nelle competizioni ufficiali della stagione 1977-1978.

## Stagione
Dopo aver vinto le prime tre gare del campionato, l'Olympique Lione ottenne un punto nelle successive otto gare sprofondando nelle posizioni medio-basse della classifica. A causa di un finale negativo, caratterizzato da cinque punti in dieci incontri, all'ultima giornata i Gones subirono l'aggancio del gruppo in lotta per la salvezza, non retrocedendo solo grazie alla miglior differenza reti.
In Coppa di Francia i Gones uscirono ai trentaduesimi di finale, perdendo ai tiri di rigore contro la squadra di seconda divisione del Gazélec Ajaccio.

## Maglie e sponsor
Lo sponsor tecnico per la stagione 1977-1978 è Le Coq Sportif, mentre lo sponsor ufficiale è RTL.
| Manica sinistra · Manica sinistra · Maglietta · Maglietta · Manica destra · Manica destra · Pantaloncini · Calzettoni |

## Risultati

### Division 1

#### Girone di andata
| 1ª giornata | Olympique Lione | 3 – 1 | Nîmes |  |

| 2ª giornata | Troyes AF | 0 – 2 | Olympique Lione |  |

| 3ª giornata | Olympique Lione | 2 – 0 | Lens |  |

| 4ª giornata | Laval | 1 – 0 | Olympique Lione |  |

| 5ª giornata | Olympique Lione | 0 – 2 | Sochaux |  |

| Arbitro: | Buils |

|                             |           |            |
| Lacuesta 41’ Orlanducci 86’ | Marcatori | 45’ Marais |

| 7ª giornata | Olympique Lione | 2 – 2 | Saint-Étienne |  |

| 8ª giornata | Monaco | 3 – 1 | Olympique Lione |  |

| 9ª giornata | Olympique Lione | 2 – 3 | Paris Saint-Germain |  |

| 10ª giornata | Nancy | 3 – 1 | Olympique Lione |  |

| 11ª giornata | Olympique Lione | 0 – 1 | Stade Reims |  |

| 12ª giornata | Bordeaux | 1 – 4 | Olympique Lione |  |

| 13ª giornata | Olympique Lione | 4 – 2 | Olympique Marsiglia |  |

| 14ª giornata | Strasburgo | 2 – 2 | Olympique Lione |  |

| 15ª giornata | Valenciennes | 3 – 1 | Olympique Lione |  |

| 16ª giornata | Olympique Lione | 4 – 1 | Metz |  |

| 17ª giornata | Rouen | 3 – 2 | Olympique Lione |  |

| 18ª giornata | Olympique Lione | 2 – 0 | Nantes |  |

| 19ª giornata | Nizza | 3 – 1 | Olympique Lione |  |

#### Girone di ritorno
| 20ª giornata | Olympique Lione | 0 – 0 | Troyes AF |  |

| 21ª giornata | Lens | 2 – 3 | Olympique Lione |  |

| 22ª giornata | Olympique Lione | 5 – 0 | Laval |  |

| 23ª giornata | Sochaux | 1 – 0 | Olympique Lione |  |

| Arbitro: | Wurtz |

|                        |           |          |
| Lacombe 59’ Chiesa 64’ | Marcatori | 18’ Papi |

| 25ª giornata | Saint-Étienne | 1 – 0 | Olympique Lione |  |

| 26ª giornata | Olympique Lione | 1 – 1 | Monaco |  |

| 27ª giornata | Paris Saint-Germain | 3 – 2 | Olympique Lione |  |

| 28ª giornata | Olympique Lione | 1 – 3 | Nancy |  |

| 29ª giornata | Stade Reims | 2 – 1 | Olympique Lione |  |

| 30ª giornata | Olympique Lione | 1 – 1 | Bordeaux |  |

| 31ª giornata | Olympique Marsiglia | 4 – 0 | Olympique Lione |  |

| 32ª giornata | Olympique Lione | 1 – 1 | Strasburgo |  |

| 33ª giornata | Valenciennes | 1 – 0 | Olympique Lione |  |

| 34ª giornata | Metz | 1 – 0 | Olympique Lione |  |

| 35ª giornata | Olympique Lione | 4 – 0 | Rouen |  |

| 36ª giornata | Nantes | 0 – 2 | Olympique Lione |  |

| 37ª giornata | Olympique Lione | 1 – 1 | Nizza |  |

| 38ª giornata | Nîmes | 3 – 0 | Olympique Lione |  |

### Coppa di Francia
| Trentaduesimi di finale                      | Gazélec Ajaccio      | 0 – 0 (d.t.s.) | Olympique Lione |  |
| \| \| \| \| \| \| Tiri di rigore 3 – 1 \| \| |                      |                |                 |  |
|                                              |                      |                |                 |  |
|                                              | Tiri di rigore 3 – 1 |                |                 |  |

## Statistiche

### Andamento in campionato
| Giornata  | 1 | 2 | 3 | 4 | 5 | 6 | 7  | 8  | 9  | 10 | 11 | 12 | 13 | 14 | 15 | 16 | 17 | 18 | 19 | 20 | 21 | 22 | 23 | 24 | 25 | 26 | 27 | 28 | 29 | 30 | 31 | 32 | 33 | 34 | 35 | 36 | 37 | 38 |
| --------- | - | - | - | - | - | - | -- | -- | -- | -- | -- | -- | -- | -- | -- | -- | -- | -- | -- | -- | -- | -- | -- | -- | -- | -- | -- | -- | -- | -- | -- | -- | -- | -- | -- | -- | -- | -- |
| Luogo     | C | T | C | T | C | T | C  | T  | C  | T  | C  | T  | C  | T  | C  | C  | T  | C  | T  | C  | T  | C  | T  | C  | T  | C  | T  | C  | T  | C  | T  | C  | T  | T  | C  | T  | C  | T  |
| Risultato | V | V | V | P | P | P | N  | P  | P  | P  | P  | V  | V  | N  | P  | V  | P  | V  | P  | N  | V  | V  | P  | V  | P  | N  | V  | P  | P  | N  | P  | N  | P  | P  | V  | P  | N  | P  |
| Posizione | 6 | 1 | 2 | 3 | 5 | 9 | 10 | 13 | 14 | 16 | 16 | 16 | 14 | 14 | 15 | 12 | 14 | 12 | 13 | 14 | 12 | 11 | 12 | 11 | 12 | 12 | 11 | 12 | 12 | 12 | 13 | 14 | 15 | 16 | 15 | 15 | 16 | 17 |

Fonte:  France » Ligue 1 1977/1978 » Schedule, su worldfootball.net.
Legenda:

Luogo: C = Casa; T = Trasferta. Risultato: V = Vittoria; N = Pareggio; P = Sconfitta.